# ويليام بي. هاريسون جونيور
ويليام بي. هاريسون جونيور (بالإنجليزية: William B. Harrison, Jr.)‏ هو مصرفي أمريكي، ولد في 12 أغسطس 1943.

## وصلات خارجية
- ويليام بي. هاريسون جونيور على موقع مونزينجر (الألمانية)
- ويليام بي. هاريسون جونيور على موقع إن إن دي بي (الإنجليزية)